# Anbūh
Anbūh (persiska: انبوه, انبوه پائین, انبوه بالا) är en ort i Iran.   Den ligger i provinsen Gilan, i den nordvästra delen av landet, 170 km nordväst om huvudstaden Teheran. Anbūh ligger 1 332 meter över havet och antalet invånare är 613.
Terrängen runt Anbūh är kuperad åt nordväst, men åt sydost är den bergig. Runt Anbūh är det ganska tätbefolkat, med 108 invånare per kvadratkilometer. Närmaste större samhälle är Jīrandeh, 18,4 km väster om Anbūh. Trakten runt Anbūh består i huvudsak av gräsmarker.